# アブキールの戦い (1799年)
1799年のアブキールの戦いまたは第一次アブキール会戦（英: Battle of Aboukir, 仏: Bataille d'Aboukir）は、エジプト・シリア戦役中の1799年7月25日、ナポレオン・ボナパルト率いるフランス軍が、サイード・ムスタファ・パシャ率いるオスマン帝国軍に決定的な勝利を収めた戦いである。その他のアブキールでの戦闘と区別して、アブキール陸戦とも言う。
フランス軍はシリアでの転戦から戻ったところであり、一方のトルコ軍は、エジプトをフランスの支配から奪還するためにシドニー・スミスのイギリス艦隊によってエジプトへ運ばれてきたものである。

## 序章
サイード・ムスタファ・パシャはロシア軍と戦ったこともある経験豊かな指揮官であった。彼はフランス軍の方陣に対する騎兵の突撃が無益であることを知っていて、浜辺の陣地に二重の防御線を築くことで対抗しようとした。ムスタファはこの陣地からエジプトへの侵入を果たせると考えていた。
しかしナポレオン・ボナパルトは、トルコ軍がそこから追い出されたらもはや行き場がないという、戦術の欠陥をただちに見抜いていた。

## 戦闘
フランス軍はトルコの陣地を攻撃して、まだ完成していなかった第一の防衛線を軽々と突破した。しかし第二の防衛線は簡単に破れないと分かったので、フランス軍は一旦後退した。そこへ、それ以前のフランス軍との戦いで行ってきたとおり、トルコ軍は陣地から出て、負傷者に止めを刺し、死者を切り刻み始めた。騎兵隊のジョアシャン・ミュラ将軍はこの機会を捉え、騎兵隊を率いて突撃し、遮蔽物の無いトルコ軍を速やかに駆逐した。
ミュラの突撃は極めて速く、ムスタファのテントに飛び込んでトルコ軍の指揮官を捕らえると、サーベルでその指を2本を切り落とした。ムスタファもそれに反撃し、ピストルでミュラの顎を撃った。
トルコ軍は恐慌状態に陥った。多くの者が2マイルも沖合にあるイギリス軍艦まで泳いで逃げようとして溺れ、他の者はアブキールの砦に逃げたが、まもなく降伏した。トルコ側の損害は約8,000、フランス側はわずか1,000だった。
この勝利の報せはナポレオンが10月に到着するより先にフランスに届き、その人気を更に高めることとなった。そして、総裁政府との間に重大なトラブルの種を蒔く結果にもつながった。